# Йозеф Артімович
Йозеф Артімович ((нім. Josef Artimovic; 7 січня 1909, Відень — 11 квітня 1988) — австрійський футболіст, що грав на позиції нападника .

## Футбольна кар'єра
Народився у Відні, де грав за столичні команди за Герту (Відень), Вієнну і Фаворітнер.
Посеред сезону 1934-35 перейшов до швейцарського клубу «Янг Бойз». В 16 матчах забив десять голів.
Перейшов у «Базеля» в 1935 році. Після двох товариських ігор, проти місцевого клубу «Бірсфельден» і французької команди «Мюлуз» (в обох іграх він забив по голу), дебютував у національній лізі за «Базель» у виїзній грі проти «Санкт-Галлена» 25 серпня 1935 року. Хоча в цій грі він забив свій перший гол у чемпіонаті за свій новий клуб, це не врятувало команду від поразки з рахунком 2:3. За півтора роки виступів за «Базель» Артимович провів 39 матчів і забив 22 голи; 26 ігор (і 14 голів) були в Національній лізі, 2 у Кубку Швейцарії та 11 товариськими іграми (8 голів). Артімович був найкращим бомбардиром клубу в сезоні 1935/36.
Протягом сезону 1936—1937 років Артімович перейшов до клубу «Грассхоппер» і залишився на наступний чемпіонат. Виграв з командою в 1937 році чемпіонат і кубок Швейцарії (у фіналі не грав). Брав участь у матчах Кубка Мітропи 1937..
У 1938 році перейшов до «Гренхена», де грав протягом восьми років. У сезоні Національної ліги 1938—1939 був найкращим бомбардиром національної ліги з 15 голами. Виконував в команді не лише роль нападника, але й граючого тренера. Двічі ставав срібним призером чемпіонату Швейцарії в 1940 і 1942 роках і фіналістом Кубка Швейцарії 1940.

## Статистика виступів

### Статистика виступів у чемпіонаті
| Сезон                       | Матчі | Голи | Клуб        |
| --------------------------- | ----- | ---- | ----------- |
| Чемпіонат Австрії 1933/34   | 7     | 1    | Вієнна      |
| Чемпіонат Австрії 1934/35   | 9     | 4    | Фаворітнер  |
| Разом Австрія               | 16    | 5    |             |
| Чемпіонат Швейцарії 1934/35 | 16    | 10   | Янг Бойз    |
| Чемпіонат Швейцарії 1935/36 | 21    | 14   | Базель      |
| Чемпіонат Швейцарії 1936/37 | 5     | 0    | Базель      |
| Чемпіонат Швейцарії 1936/37 | 11    | 4    | Грассгоппер |
| Чемпіонат Швейцарії 1937/38 | 3     | 3    | Грассгоппер |
| Чемпіонат Швейцарії 1938/39 | 22    | 15   | Гренхен     |
| Чемпіонат Швейцарії 1939/40 | 22    | 4    | Гренхен     |
| Чемпіонат Швейцарії 1940/41 | 22    | 4    | Гренхен     |
| Чемпіонат Швейцарії 1941/42 | 28    | 7    | Гренхен     |
| Чемпіонат Швейцарії 1942/43 | 19    | 2    | Гренхен     |
| Чемпіонат Швейцарії 1945/46 | 11    | 1    | Гренхен     |
| Разом Швейцарія             | 180   | 64   |             |

### Статистика виступів у Кубку Мітропи
| №                      | Розіграш               | Стадія                 | Дата та місце проведення | Команда 1              | Рахунок | Команда 2   | Голи |
| ---------------------- | ---------------------- | ---------------------- | ------------------------ | ---------------------- | ------- | ----------- | ---- |
| 1                      | 1937                   | 1/8                    | 13.06.1937, Цюрих        | Грассгоппер            | 4:3     | Простейов   |      |
| 2                      | 1937                   | 1/8                    | 20.06.1937, Простейов    | Простейов              | 2:2     | Грассгоппер | 56'  |
| 3                      | 1937                   | 1/4                    | 4.07.1937, Рим           | Лаціо                  | 6:1     | Грассгоппер |      |
| Всього в Кубку Мітропи | Всього в Кубку Мітропи | Всього в Кубку Мітропи | Всього в Кубку Мітропи   | Всього в Кубку Мітропи | 3       |             | 1    |

## Титули і досягнення
- Чемпіон Швейцарії (1):

«Грассгоппер»: 1936–1937
- Срібний призер чемпіонату Швейцарії (2):

«Гренхен»: 1939–1940, 1941–1942
- Володар Кубка Швейцарії (1):

«Грассгоппер»: 1936–1937
- Фіналіст Кубка Швейцарії (1):

«Гренхен»: 1939–1940
- Найкращий бомбардир чемпіонату Швейцарії (1):

«Гренхен»: 1938–1939